# Sycon elegans
 (décembre 2018).
Si vous disposez d'ouvrages ou d'articles de référence ou si vous connaissez des sites web de qualité traitant du thème abordé ici, merci de compléter l'article en donnant les références utiles à sa vérifiabilité et en les liant à la section « Notes et références ».
Espèce
Sycon elegans est une espèce d'éponges calcaires. Ce sont des animaux diploblastiques : ils ne possèdent que deux feuillets : un ectoderme et un endoderme.

## Morphologie
Sycon elegans a une forme cylindrique ovoïde ou sous sphérique, de couleur blanche, jaunâtre ou brunâtre, de petite taille, il atteint une hauteur de 7 cm et une longueur de 2,5 cm à 7,5 cm.
Le squelette de cette éponge est constitué de spicules calcaires sous forme de calcite, son système nerveux est très primitif et diffus.
Sycon elegans ne possède ni tissu, ni organe, ni symétrie, ni appareil génital, ni appareil respiratoire mais il est constitué d'un assemblage de cellules formant un système de canaux et cavités communiquant avec l'extérieur par des petits pores permettant à l'eau de passer dans l'éponge.  

## Caractéristiques
L'absence d'une différenciation des spicules.

## Écologie et environnement
Les Sycon elegans sont des animaux benthiques, ils vivent fixés sur les fonds marins. On peut les rencontrer dans les premiers 100 m sous la surface, à des profondeurs moindres dans les zones sombres des grottes, ils se fixent sur des substrats durs et ne nécessitent aucun soin particulier. 

## Nutrition et respiration
Sycon elegans est un organisme microphage dont le mode de nutrition est la filtration active. Il doit filtrer 3,5 kg d'eau pour constituer 1 g de masse corporelle.
La respiration et la nutrition chez le Sycon elegans sont liées : les pores de la paroi externe inhalent l'eau contenant les particules organiques et l'oxygène en suspension, la paroi interne contient des cellules à collerettes flagellées appelées choanocytes qui captent les particules alimentaires (toutes les particules non assimilables sont rejetées par l'oscule) et les pores exhalants font sortir le CO2.

## Reproduction
Sycon elegans utilise deux modes de reproduction : sexuée et asexuée.

### Développement embryonnaire dans la reproduction sexuée
- la formation des gamètes dans la mésoglée.
- les spermatozoïdes quittent le sycon mâle et pénètrent dans un sycon femelle.
- après la fécondation, la larve quitte la mère et se libère dans l'eau.
- les feuillets embryonnaires se forment.
- la larve (planula) se fixe par le blastopore.
- l'ouverture de l'oscule a lieu dans la zone opposée au blastopore.

### Reproduction asexuée (bourgeonnement externe)
- le bourgeon formé se détache et forme un autre sycon.

## Évolution
Les Sycon elegans appartiennent à un groupe très ancien, très abondant dans les sédiments paléontologiques formant l'embranchement basal de métazoaires.
Dans l'histoire de la biologie, ils ont longtemps été considérés comme un végétal; ils étaient déjà présents longtemps avant le début de la période cambrienne.